# Ерик ван де Поел
Ерик ван де Пуле (на френски: Eric van de Poele) е белгийски пилот от Формула 1. Роден е на 30 септември 1961 г. във Вервие, Белгия.

## Формула 1
Ерик ван де Пуле прави своя дебют във Формула 1 в Голямата награда на САЩ през 1991 г. В световния шампионат записва 29 състезания за три различни отбора, като не успява да спечели точки.